# VAB (VBC)
O VAB (Veículo Blindado de Combate) ou em francês Véhicule de l'Avant Blindé, é uma viatura idealizada na década de 1970 e introduzida a partir de 1976. Ainda em produção já atingiu 5000 unidades.

## História
O VAB surgiu de uma necessidade da França em complementar as suas unidades de transporte de tropas, que à época contava com o veículo sobre lagartas AMX-10P, houve uma concorrência entre a Panhard e a Saviem/Renault, sendo o protótipo da Renault selecionado em maio de 1974 com a encomenda de 4000 unidades. A primeira entrega ocorrendo em 1976, e a produção seguindo a uma taxa de 30 a 40 unidades mensais.

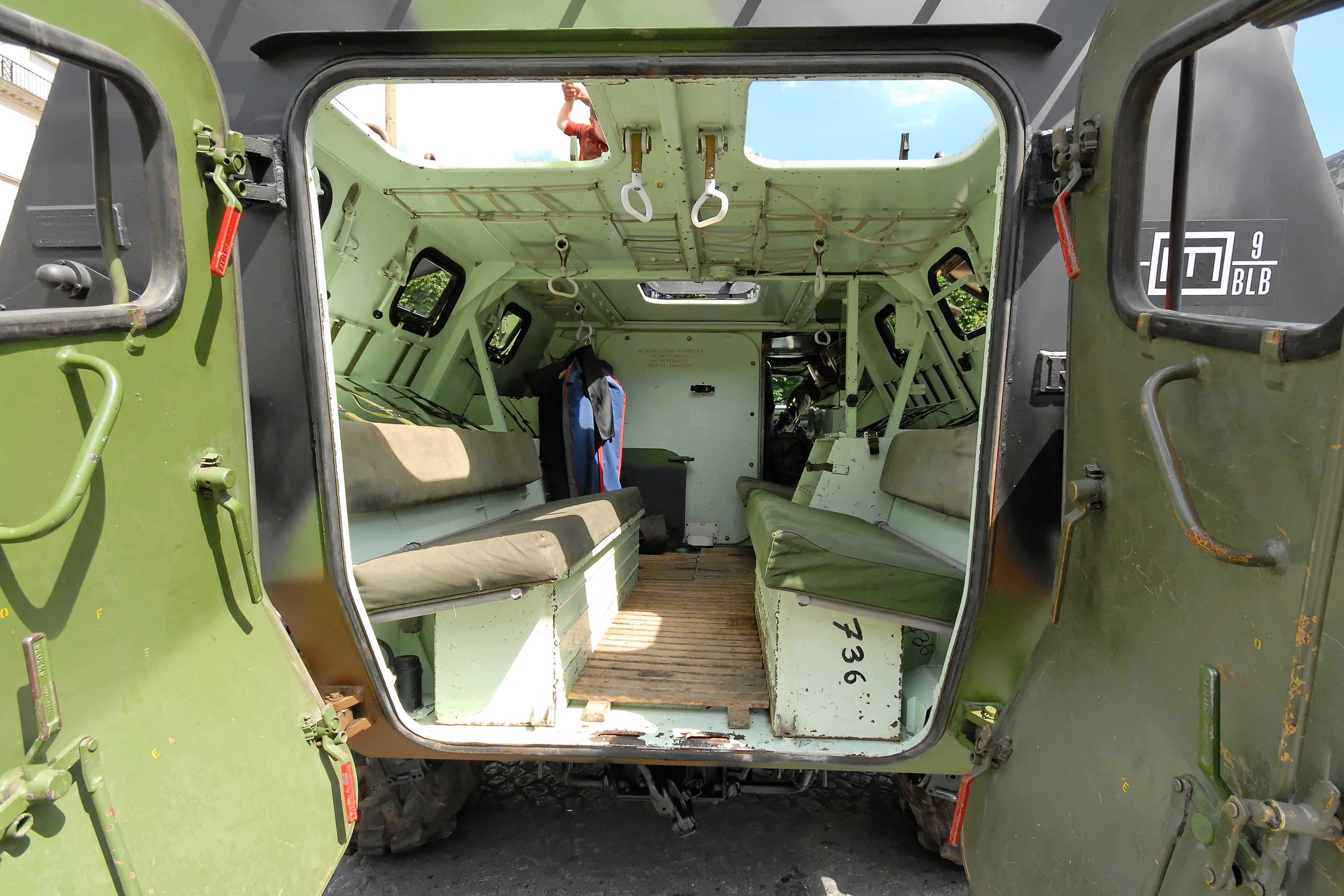
Vista traseira do veículo.
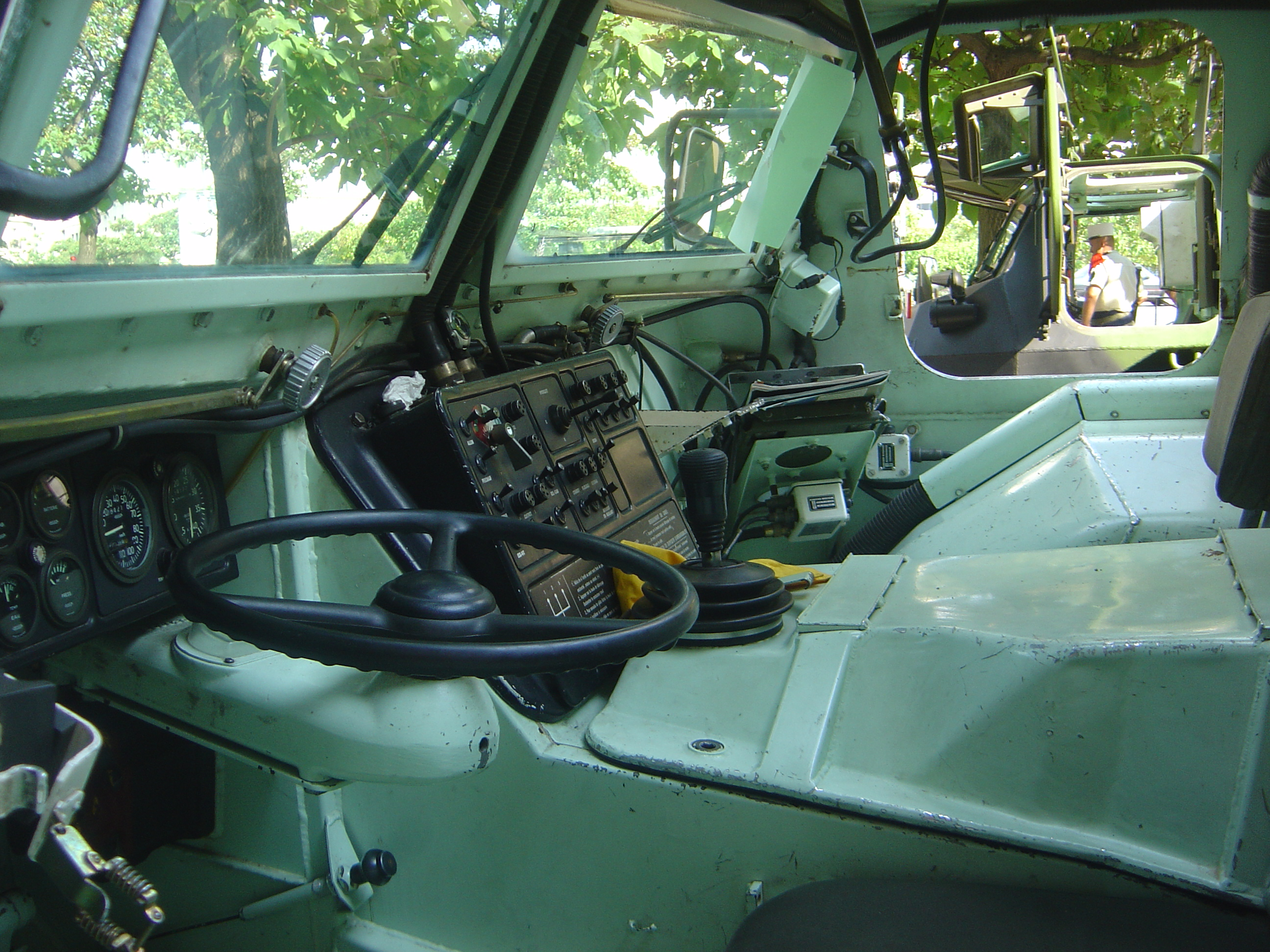
Cabine de comando da viatura.

## Variantes

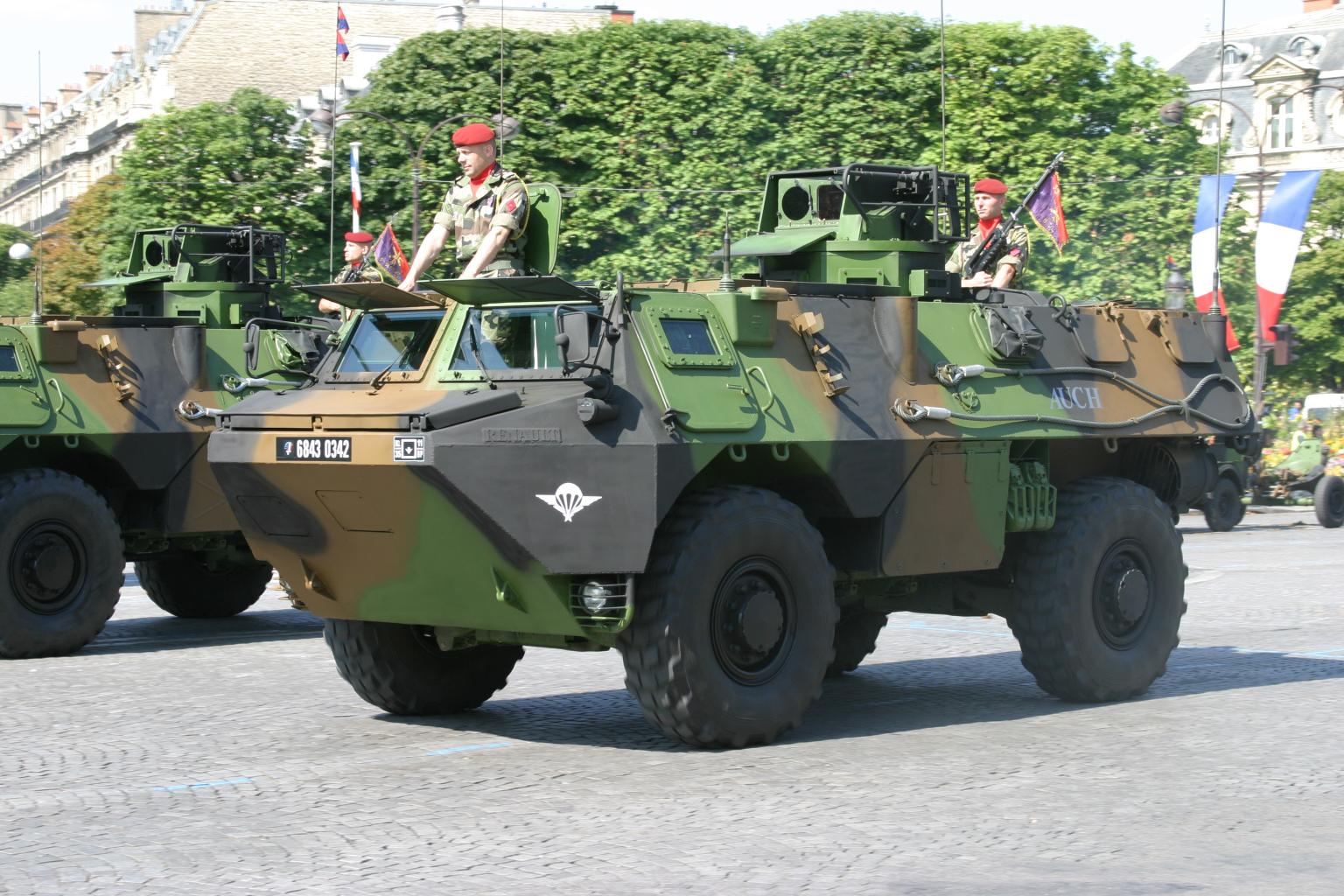
VAB VOA

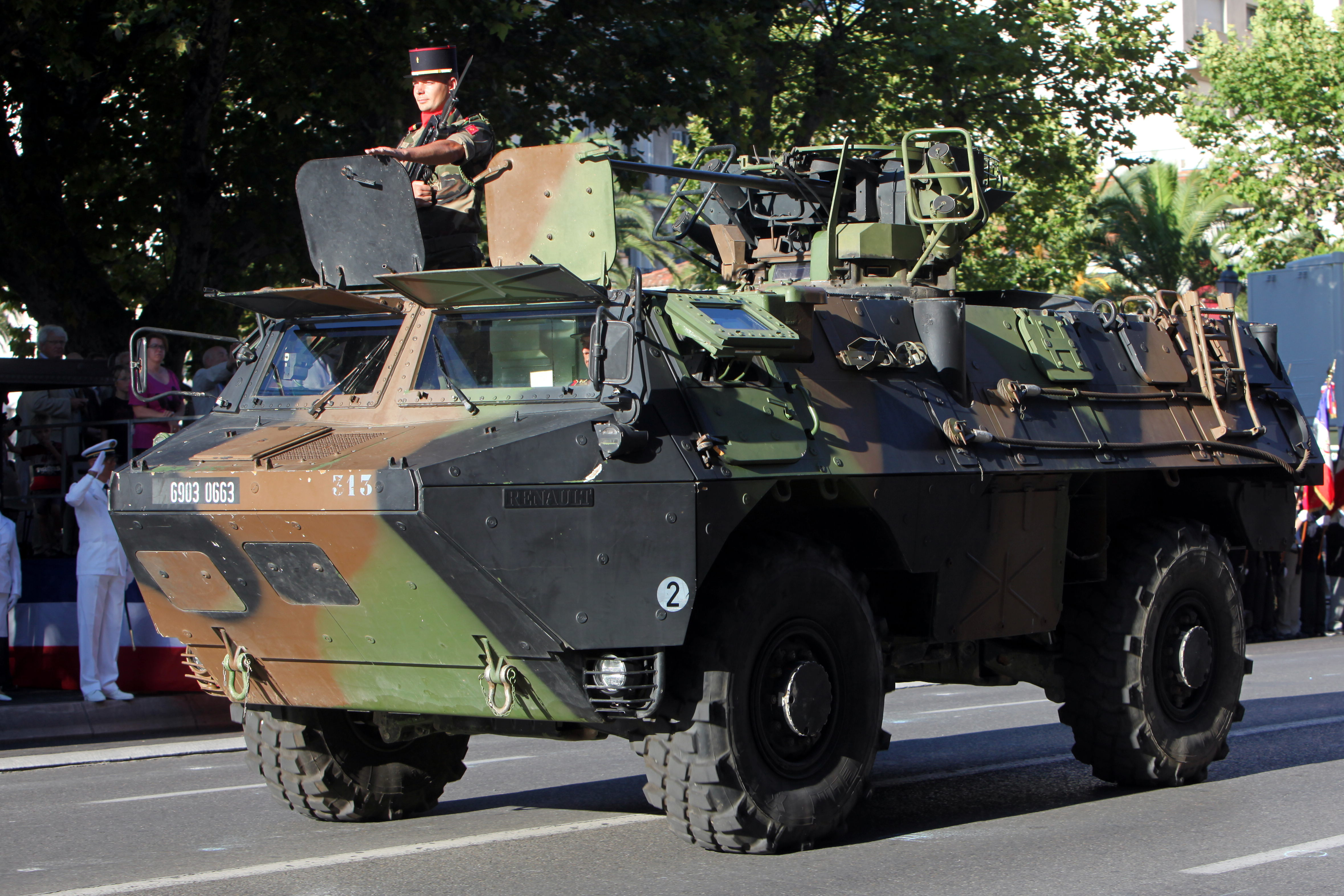
VIB com canhão de 20 mm em torre remotamente controlada.

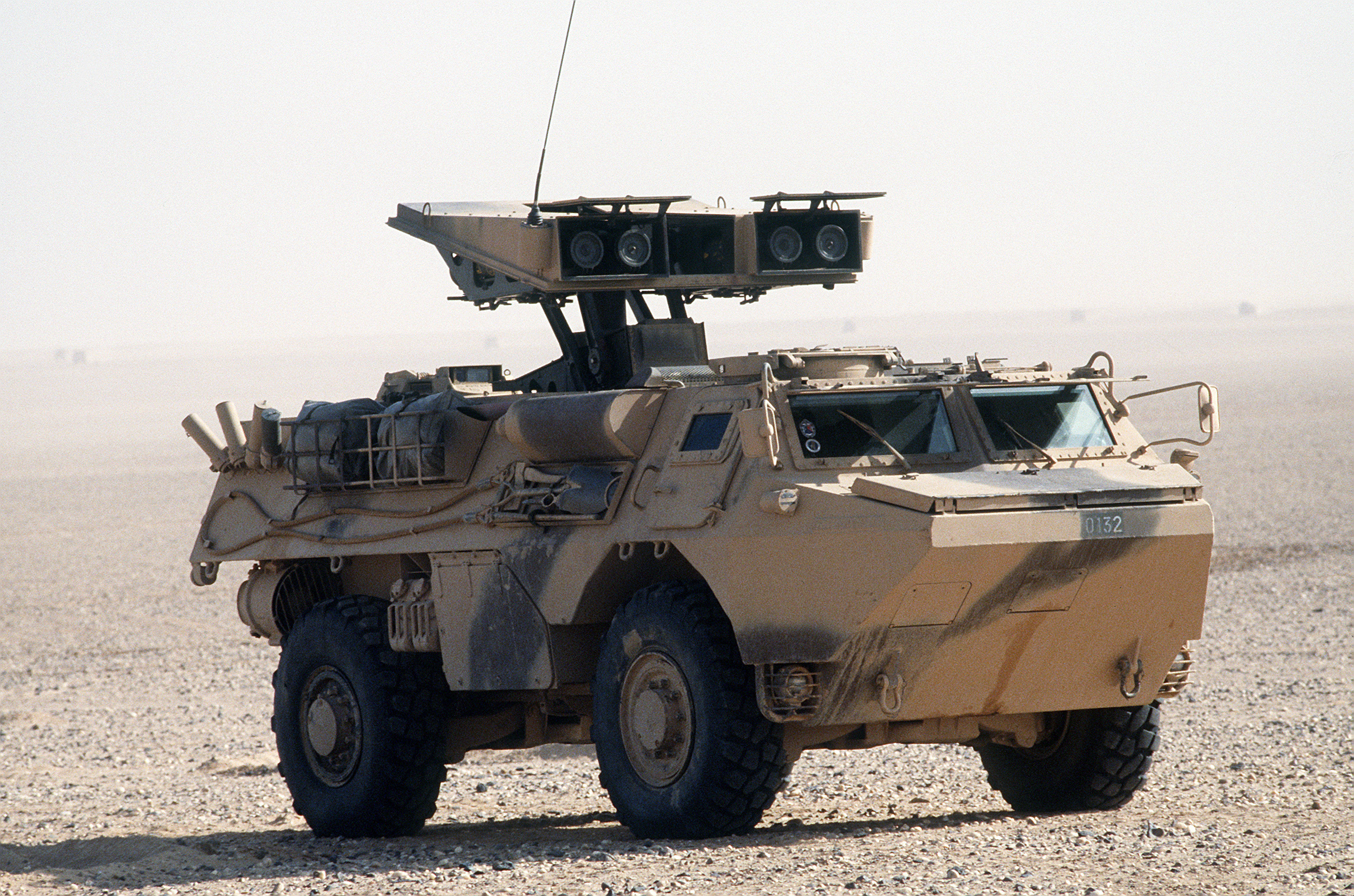
VAB Mephisto versão anticarro.

As variantes incluem versões 4x4 e 6x6, sendo as 6x6 voltadas mais para a exportação, tendo um acréscimo de 10% no valor de venda.
- VAB VTT (Véhicule Transport de Troupe)
  - VAB TOP (tourelle TéléOPérée)
  - VAB AZURE (Action en Zone URbaine)
  - VAB MILAN
  - VAB AT4CS
  - VAB ERYX
- VAB RATAC
- VAB RASIT
- VAB PC (Poste de Commandement)
  - VAB SIR (Système d'Information Régimentaire)
- VAB Bromure
- VAB Echelon
- VAB Génie
- VAB SAN (sanitaire)
- VAB Reco
- VAB ATLAS (Automatisation des Tirs et Liaisons Sol-sol pour l'artillerie)
- VAB SGEA (Système de Guerre Electronique de l'Avant)
- VAB Rapsodie (Radar d'Acquisition Polyvalent pour la Surveillance et l'Observation Destiné à l'Interarmes)
- VBR (Véhicule Blindé de Reconnaissance)
- VCAC "Mephisto" (Véhicule de Combat Anti-Char)
- VCI T.20/13 (Véhicule de Combat de l’Infanterie)
- VIB (Véhicule d’Intervention sur Base)
- VIT (Véhicule d’Implantation Topographique)
- VOA (Véhicule d'Observation d'Artillerie)
- VTM 120 (Véhicule Tracteur de Mortier)
- VBC-90

Versões reservadas para exportação
- VAB 4x4 VCI T.20 (Véhicule de Combat de l’Infanterie)
- VAB 6x6 ECH (ECHelon)
- VAB 6x6 VCI Toucan (Véhicule de Combat de l’Infanterie)
- VAB 6x6 VPM 81 (Véhicule Porte-Mortier)
- VAB 6x6 VDAA TA20 (Véhicule de Défense AntiAérienne)
- VCAC 6x6 UTM800
- VMO (Véhicule de Maintien de l'Ordre)

## Operadores
- França
- Brunei
- Chade
- Chipre
- Costa do Marfim
- Emirados Árabes Unidos
- Geórgia
- Indonésia
- Itália
- Kuwait
- Líbano
- Marrocos
- Ilhas Maurícias
- Omã
- Catar
- República Centro-Africana

Operadores antigos
- Movimento Amal

## Galeria

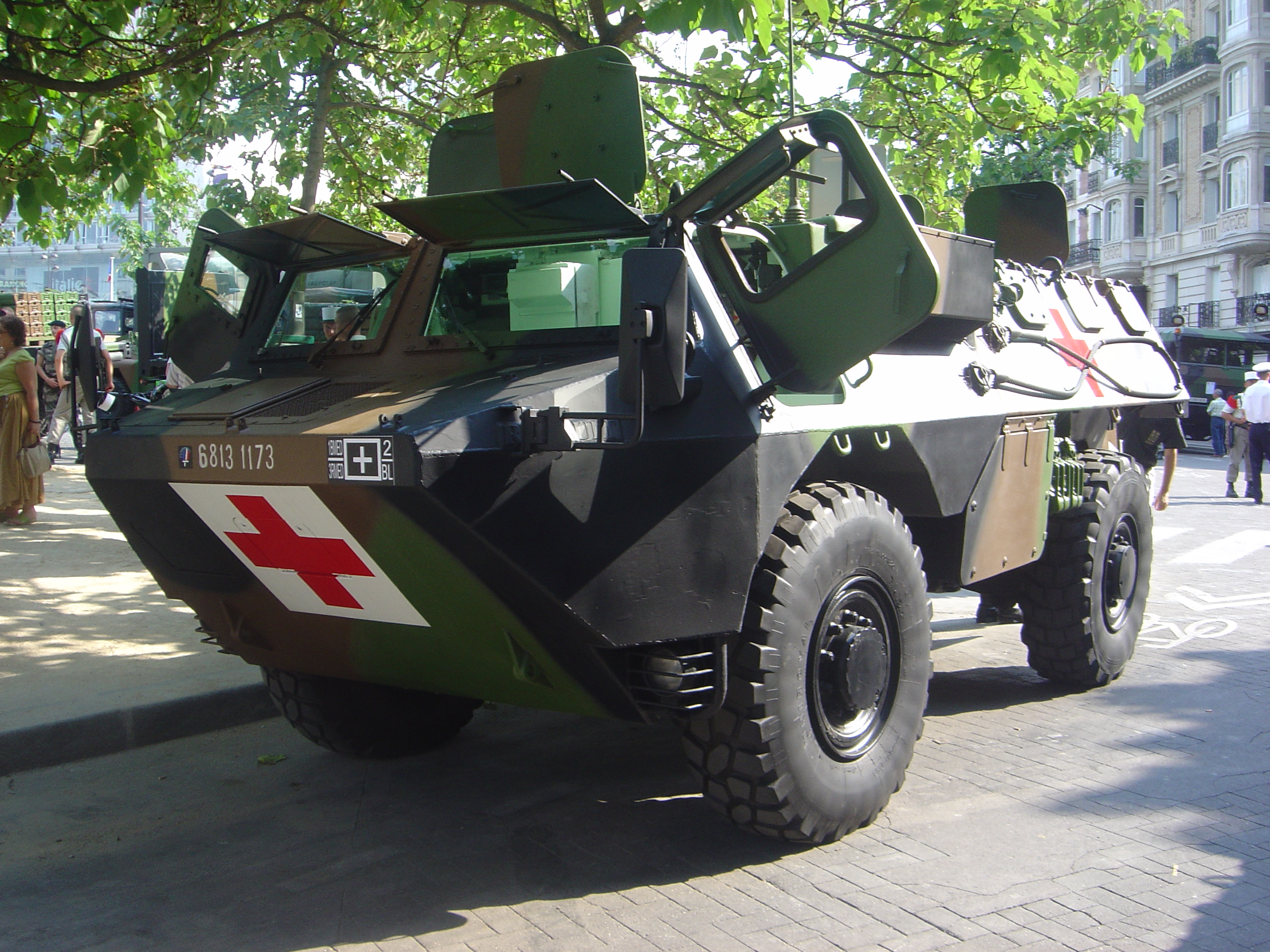
Versão de evacuação médica
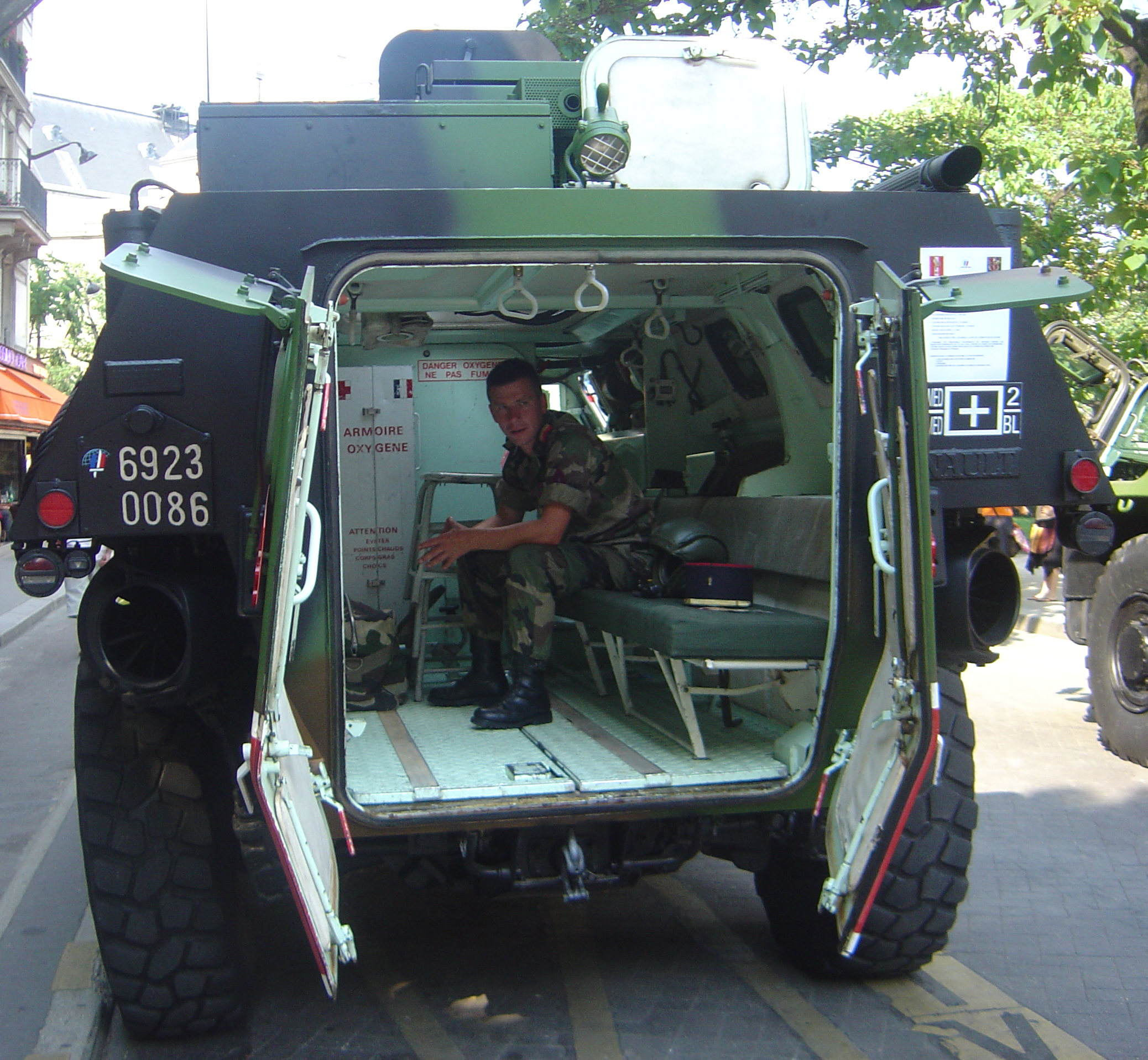
Vista interna da versão de evacuação médica
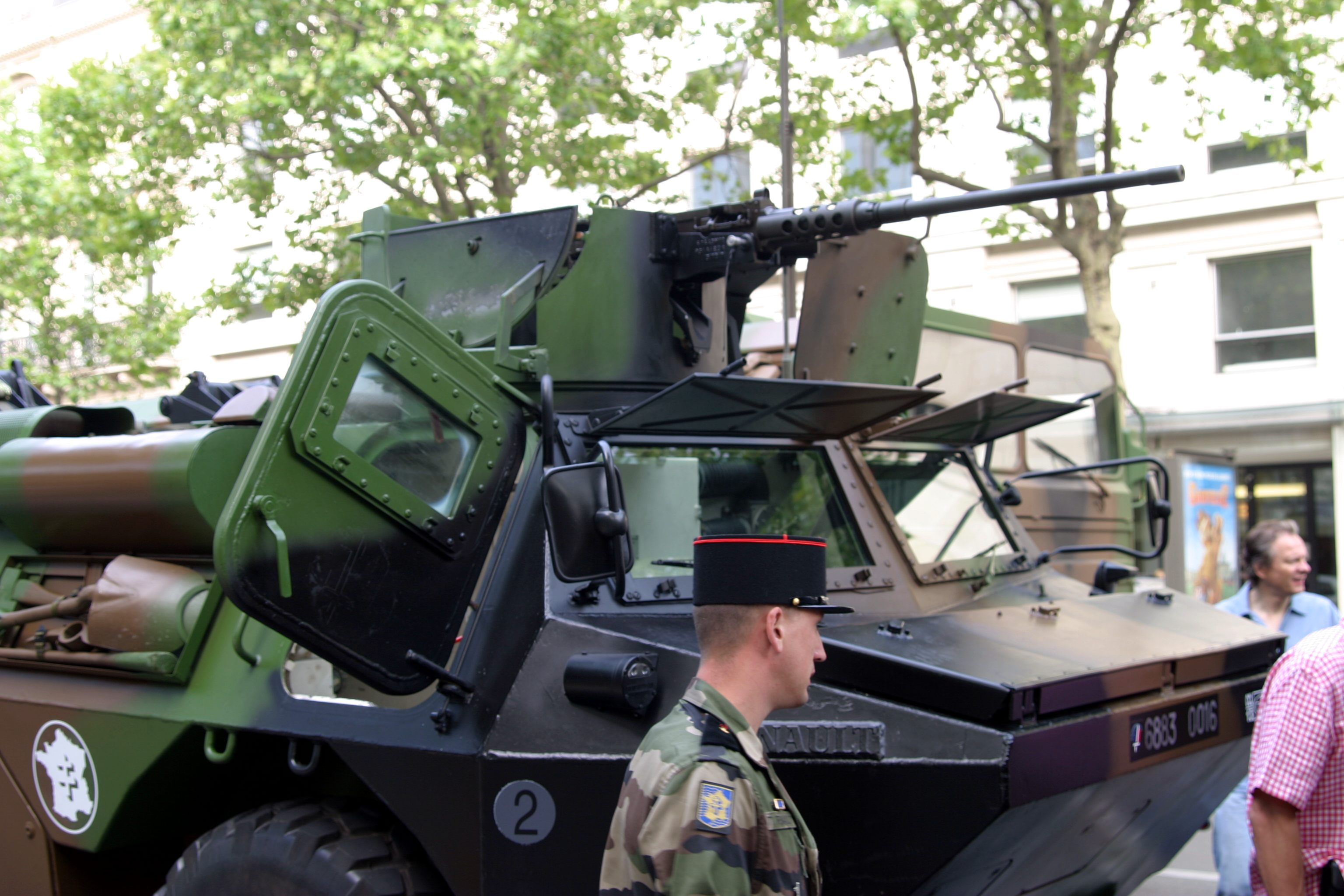
Versão com metralhadora 12,7x99mm NATO
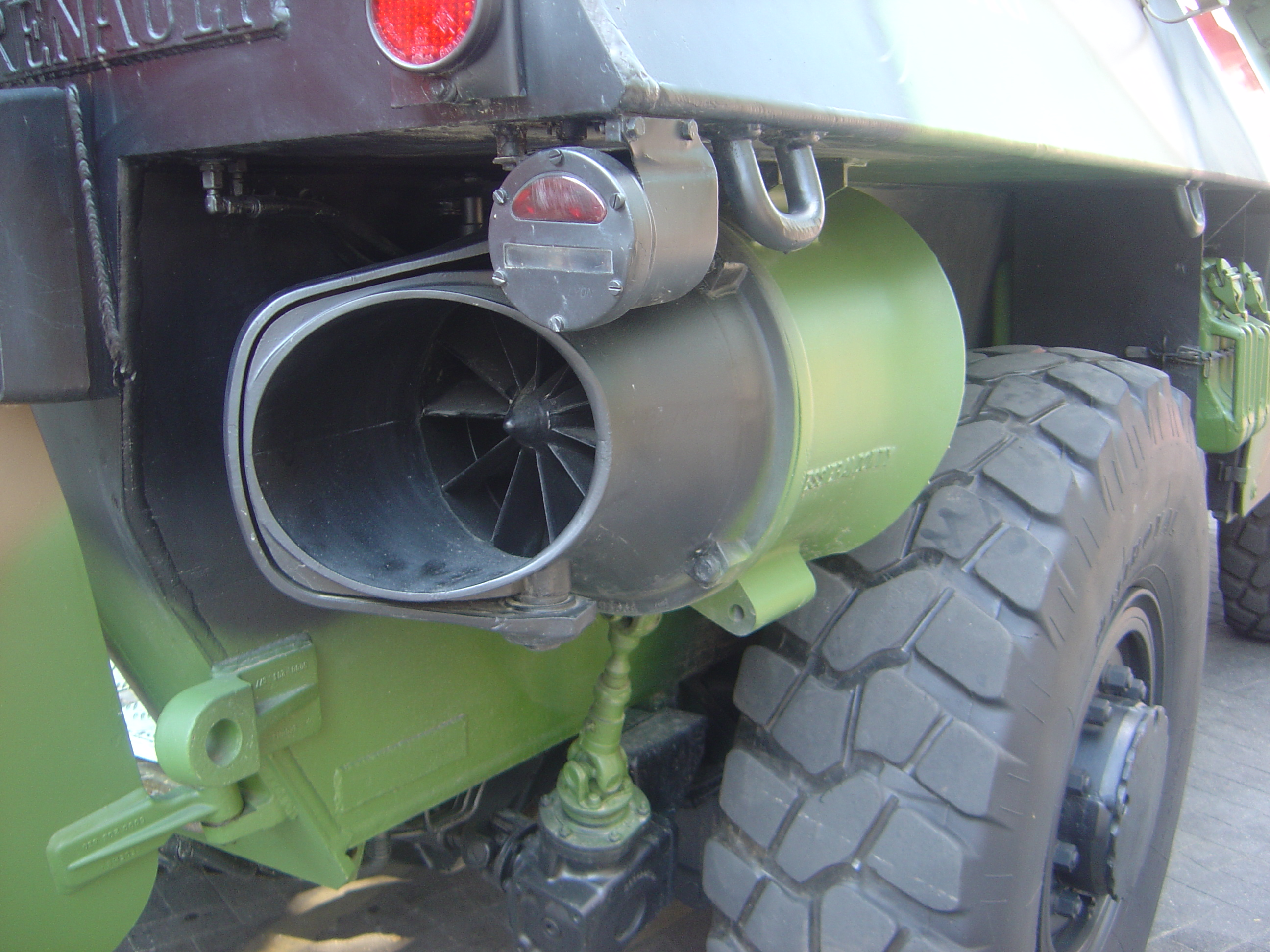
Detalhe do hidrojato para operações anfíbias.